# Caloptilia eurycryptis
Caloptilia eurycryptis là một loài bướm đêm thuộc họ Gracillariidae. Nó được tìm thấy ở quần đảo Andaman.